# Meritxell Negre
Meritxell Negre (Barcelona, 17 de fevereiro de 1971 – 21 de janeiro de 2020) foi uma cantora e compositora, reconhecida como a "Rainha do Soul Latina".
Negre, nasceu em Barcelona, Espanha. Ela era a vocalista da Barcelona’s The Sutton Club Orchestra. Em 1996, Negre assinou um contrato de publicação e produção com EMI Publishing, Inc. Ela gravou seu primeiro álbum solo em 2004, THE MERITXELL PROJECT/EL PROYECTO MERITXELL. O álbum, que detém o mesmo título de banda da Negre, foi escrito e produzido com o popular baixista e produtor Gary Grainger.
Morreu no dia 21 de janeiro de 2020, aos 48 anos, em decorrência de um câncer.